# Archaeological Institute of America

Logo des AIA

Das Archaeological Institute of America (AIA) ist eine US-amerikanische Non-Profit-Organisation zur Förderung der Archäologie mit Sitz in Boston und New York.

## Ziele
Die Ziele sind die Förderung des öffentlichen Interesses an der Archäologie, die Information und Bildung interessierter Laien, die Unterstützung wissenschaftlicher Forschungen in allen archäologischen Disziplinen und die Erhaltung archäologischer Stätten weltweit.

## Geschichte
Die Vereinigung wurde 1879 gegründet. Charles Eliot Norton (1827–1908), der Professor an der Harvard University war, wurde der erste Präsident. 1882 wurde auf Betreiben des AIA die American School of Classical Studies at Athens gegründet, 1895 die American School of Classical Studies in Rome (heute American Academy in Rome), 1899 die American School for Oriental Study and Research in Jerusalem (heute American Society of Overseas Research).
Der Verein hat rund 200.000 Mitglieder. Das gemeinsam mit der Society for Classical Studies ausgerichtete Annual Meeting ist die älteste und meistbesuchte Konferenz für Klassische Archäologie und Philologie in Nordamerika.
Der Schauspieler Harrison Ford, der den berühmten fiktiven Archäologen Indiana Jones in der gleichnamigen Filmserie spielte, ist Kurator des AIA und unterstützt die Organisation durch öffentliche Auftritte.

## Publikationen
Seit 1885 gibt das AIA die vierteljährlich erscheinende Fachzeitschrift American Journal of Archaeology heraus. Seit 1948 erscheint zweimonatlich die populärwissenschaftliche Zeitschrift Archaeology. Seit 1999 erscheint die Zeitschrift Dig, die archäologische Themen für Kinder zwischen acht und 13 Jahren aufbereitet.